# 木村良平
木村良平（日语：／ Kimura Ryōhei，1984年7月30日—）是日本男性演員、聲優，東京都出身。血型AB型，身高170公分，體重53公斤。向日葵劇團所屬。

## 簡歷
- 3歲時加入了向日葵劇團，很早就作為童星活躍在舞台上。
- 2009年在電視動畫東之伊甸中首次擔任主演。
- 2011年與一同主持廣播節目「Kiramune Presents 江口拓也と木村良平と代永翼の キラキラ☆ビート」（日语：Trignal#ラジオ）的江口拓也、代永翼組成音樂團體Trignal（Kiramune所屬）。首張迷你專輯「Party」於2012年12月12日發行，隨後又於2013年7月31日發行單曲「SUMMER MAGIC」，並於2014年4月16日發行首張專輯「so funny」[1]。
- 2012年，榮獲第六回聲優獎男聲優配角賞[2]。

## 演出作品
※粗字為主角色。

### 電視動畫
1996年
- 逮捕令（俊二）

1999年
- 徽章戰士（ベルモット）

2002年
- 尋找滿月（櫻井英知）

2005年
- 魔女的考驗（悟）
- 比賽開始（松下）

2007年
- 王牌投手 振臂高揮（西廣辰太郎）
- 結界師（影宮閃）

2008年
- 死後文（千川大輝）
- 夏目友人帳（西村悟）
- 新·安琪莉可Abyss（羅修）
- 新·安琪莉可Abyss -Second Age-（羅修）

2009年
- 續 夏目友人帳（西村悟）
- 東之伊甸（瀧澤朗）

2010年
- Angel Beats!（日向秀樹）
- 王牌投手 振臂高揮 -夏季大會篇（西廣辰太郎）
- HEROMAN（賽）

2011年
- 料理偶像（燕子史瓦洛）
- C（角田）
- 夏目友人帳 参（西村悟）
- 遊戲王5D's（布雷弗）
- 神樣DOLLS（枸雅阿幾）
- 少年同盟（淺羽祐希）
- 迴轉企鵝罐（高倉晶馬、企鵝2號）
- 我的朋友很少（羽瀨川小鷹）
- UN-GO（三原保太郎）
- 眷戀你的溫柔（賴谷壱）

2012年
- 神奇寶貝超級願望（戴維）
- 夏目友人帳 肆（西村悟、提起傳聞的妖怪）
- 少年同盟2（淺羽祐希）
- 殭屍哪有那麼萌？（降谷千紘）
- 影子籃球員（黃瀨涼太）
- 戰鬥陀螺 鋼鐵奇兵 ZERO G（龜垣玄十郎）
- 坂道上的阿波羅（西見薰）
- 織田信奈的野望（朝倉義景）
- 元氣少女緣結神（裏嶋小太郎）
- 魔奇少年-The labyrinth of magic-（裘達爾）
- ROBOTICS;NOTES（八汐海翔）

2013年
- 我的朋友很少NEXT（羽瀨川小鷹）
- RDG 瀕危物種少女（宗田真澄）
- 革神語（門脇將人）
- 革命機Valvrave（艾魯埃爾弗）
- 寶石寵物 Happiness（淺野匠、宇根君、角力部部長、不良B）
- 神不在的星期天（夏德）
- BLOOD LAD 血意少年（布拉德·D·布萊斯）
- 影子籃球員 第二季（黃瀨涼太）
- 魔奇少年 第二季-The Kingdom of Magic-（裘達爾）
- 銀之匙 Silver Spoon（八軒勇吾）
- 眼鏡部！（木全隼人）
- 東京闇鴉（阿刀冬兒）

2014年
- 寶石寵物 Happiness（電飯鍋）
- BUDDY COMPLEX（奇賽·弗蘭波瓦）
- 銀之匙 Silver Spoon 第二季（八軒勇吾）
- 魔法科高中的劣等生（服部刑部少丞範藏）
- 月刊少女野崎君（若松博隆）
- 黑執事 Book of Circus（查爾斯·格雷）
- 宇宙浪子（仕紳諾布拉爵士）
- LOVE STAGE!!（黑井高廣）
- 信長協奏曲（淺井長政）
- 斬！赤紅之瞳（席拉）
- 魔彈之王與戰姬（薩安·泰納帝）
- 七大罪（豪爾）
- PSYCHO-PASS 心靈判官 2（鹿矛囲桐斗）
- Bonjour♪戀味蛋糕店（花房吉爾貝爾）
- 熱情傳奇〜導師的黎明〜（史雷）

2015年
- 鑽石王牌 -SECOND SEASON-（天久光聖）
- 元氣少女緣結神◎（裏嶋小太郎）
- Q Transformers 柯柏文歸來之謎（日语：キュートランスフォーマー 帰ってきたコンボイの謎）（大黃蜂）
- 東京喰種√A（富良太志）
- 影子籃球員 第三季（黃瀨涼太）
- 變形金剛：領袖的挑戰（大黃峰）
- 境界之輪迴（十文字翼）
- 歌之王子殿下 真愛革命（日向大和）
- Chaos Dragon 赤龍戰役（索爾）
- 青春×機關鎗（藤本高虎）
- 城下町的蒲公英（櫻田修、櫻田總一郎〈青年時代〉）
- Charlotte（福山有史）
- Q Transformers 柯柏文歸來之謎：更高人氣者之路（日语：キュートランスフォーマー 帰ってきたコンボイの謎）（大黃蜂）
- 魔鬼戀人 MORE,BLOOD（無神皓）[3]
- 蒼穹之戰神 EXODUS 第二期（來主操）
- 排球少年！！第二季（木兔光太郎）
- 青春×機關鎗 特別篇「這是野獸們的戰場！」（藤本高虎）

2016年
- 疾走王子Alternative（八神陸）
- 春太與千夏～春太與千夏共度青春～（朝霧亨）
- 夢幻之星Online2 The Animation（傑諾）
- 昭和元祿落語心中（噗太）
- 超時空要塞Δ（基斯·愛羅·文德米爾、哈利·高杉）
- 鬼牌遊戲（神永／伊澤和男）
- KUROMUKURO（湯姆·博登）
- 境界之輪迴 第2期（十文字翼）
- ReLIFE（夜明了）
- 熱情傳奇 The X（史雷）
- 吸血鬼僕人（Lawless（Hyde））
- 月歌。THE ANIMATION（霜月隼）
- 野球少年（瑞垣俊二）
- 七大罪 聖戰的預兆（豪爾）
- 歌之王子殿下 真愛傳奇之星（日向大和）
- 刀劍亂舞－花丸－（和泉守兼定）
- 學園帥哥（美劍咲夜）
- 夏目友人帳 伍（西村悟）
- 排球少年！！烏野高中VS白鳥澤學園高中（木兔光太郎）

2017年
- 超·少年偵探團NEO（第7代小林少年）
- 新撰組鎮魂歌 二分之一（齋藤一）[4]
- 夏目友人帳 陸（西村悟）
- 活擊 刀劍亂舞（和泉守兼定）
- 跳水男孩（坂井弘也）
- 妖怪手錶（閻魔大王）
- BORUTO-火影新世代-NARUTO NEXT GENERATIONS-（干柿屍澄真）
- 戰刻夜血（高坂昌信）
- TSUKIPRO THE ANIMATION（霜月隼）
- DYNAMIC CHORD（百瀨紡）
- 無論何時我們的戀情都是10厘米。（芹澤千秋）

2018年
- 伊藤潤二驚選集（裕史、坂口博史、吉行、北川清、安民）
- 續 刀劍亂舞－花丸－（和泉守兼定）
- DAME×PRINCE ANIME CARAVAN（梅亞）
- 沒有心跳的少女 BEATLESS（川村）
- 冷然之天秤（鵜飼昌吾[5]）
- 東京喰種:re（富良太志）
- DEVILSLINE 惡魔戰線（李漢斯）
- 京都寺町三條商店街的福爾摩斯（梶原秋人[6]）
- OVERLORD III（艾爾亞·烏茲爾斯）
- Free!-Dive to the Future-（遠野日和[7]）
- GRAND BLUE 碧藍之海（今村耕平）
- 佐賀偶像是傳奇（犬走）
- Radiant（彼歐頓[8]）
- 東京喰種:re 第2期（富良太志）
- 七大罪 戒律的復活（豪爾）
- 妖怪手錶 光影之卷（閻魔大王）
- 變形金剛：Cyberverse（大黃峰）

2019年
- 鬼滅之刃（沼鬼[9]）
- 妖怪手錶！（閻魔大王）
- 八月的棒球甜心（鈴木健次郎）
- 胡蝶綺 ～少年信長～（佐久間信盛）
- 入間同學入魔了！(阿斯莫德・艾利斯)
- 七大罪 眾神的逆麟（豪爾）

2020年
- 暗黑破壞神在身邊。（月宮宇津木）
- 請在伸展台上微笑（綾野遠）
- 異獸魔都（詹森）
- 妖怪學園Y ～第N類接觸～（尖銳銅像、久留瀨郁人、外楽ユウリ、閻魔大王、エンマダイ理事長）
- 排球少年！！TO THE TOP（木兔光太郎）
- 決鬥大師King（鬼札アバク、死滅の大地ヴァイストン）
- GIBIATE the Animation（葉室克典）
- 魔王學院的不適任者～史上最強的魔王始祖，轉生就讀子孫們的學校～（雷多利亞諾·加隆·阿傑斯臣）
- 富豪刑事 Balance:UNLIMITED（黑服）
- 月歌。THE ANIMATION 2（霜月隼）
- 半妖的夜叉姬（琥珀）
- 成神之日（國寶阿修羅）
- 魔法科高中的劣等生 來訪者篇（服部刑部少丞範藏）
- 池袋西口公園（猴子）

2021年
- 魔道祖師（魏無羨）
- 七大罪 憤怒的審判（豪爾）
- 妖怪學園Y ～第N類接觸～（姬川發明）
- ICHU偶像進行曲（杜若葵）
- 奇巧計程車（剛力）
- 如果這叫愛情感覺會很噁心（益田）
- 佐賀偶像是傳奇 捲土重來（犬走、擔當者B）
- 入間同學入魔了！第2期（阿斯莫德·艾利斯）
- 美妙世界 The Animation（約書亞／桐生義彌）
- 龍族拼圖（羽柴レオ、獅子マスク）
- TSUKIPRO THE ANIMATION 2（霜月隼）
- 平穩世代的韋馱天們（可蘭辛）
- 陰晴不定的體操哥哥（木角半兵衛）
- 妖怪手錶♪（閻魔大王）
- 半妖的夜叉姬 貳之章（琥珀）
- 異世界食堂2（湯瑪士）
- VISUAL PRISON 視覺監獄（長瀨豐）
- 鍵等（日向秀樹）

2022年
- 盾之勇者成名錄 Season2（京·艾斯尼納）
- 杜鵑婚約（海野洋平[10]）
- 書蟲公主（克里斯朵夫[11]）
- 入間同學入魔了！（第3期）（阿斯莫德·艾利斯）

2023年
- 魔王學院的不適任者～史上最強的魔王始祖，轉生就讀子孫們的學校～II（雷多利亞諾·加隆·阿傑斯臣）
- 萬事屋齋藤先生轉生異世界（齋藤[12]）
- 地獄樂（亞左弔兵衛[13]）
- 躍動青春（兼近鳴海[14]）
- 我喜歡的女孩忘記戴眼鏡（東蓮[15]）
- 我的幸福婚約（鶴木新／薄刃新[16]）
- 我們的雨色協議（仙堂曉斗[17]）
- 凹凸魔女的親子日常（特利諾）
- 七大罪 啟示錄四騎士（豪瑟）
- 變形金剛：地球火種（大黃峰）

2024年
- 戰國妖狐（真介[18]）
- 魔法科高中的劣等生 第3期（服部刑部少丞範藏）
- 刀劍亂舞 廻 -虛傳 燃燒的本能寺-（和泉守兼定[19]）
- 格鬥實況（詩音）
- 花野井同學與戀愛病（八尾創平[20]）
- Unnamed Memory 無名記憶（魯斯托）
- 小哥吉拉的逆襲（小加巴拉[21]）
- 新人大叔冒險者，被最強隊伍操到死成無敵（拉士達·迪爾姆德[22]）
- 戰國妖狐 千魔混沌篇（真介）
- 尋神的旅途（比企[23]）
- 夏目友人帳 漆（西村悟[24]）
- 嘆氣的亡靈想隱退（史威·漢葛[25]）
- Delico's Nursery（安傑利科·弗拉〈青年期〉[26]）
- 妖怪學校的菜鳥老師！（惠比壽夷三郎[27]）

2025年
- 我的幸福婚約 第二期（薄刃新[28]）
- 青之壬生浪（夜叉[29]）
- 黑執事 綠之魔女篇（查爾斯·格雷）
- 中禪寺老師妖怪講義錄 解謎就交給老師。（新井老師）
- 陰陽迴天 Re:Birth Verse（安倍晴明[30]）
- GRAND BLUE 碧藍之海 Season 2（今村耕平[31]）
- 被驅逐出勇者隊伍的白魔導師，被S級冒險者撿到（亞連[32]）
- Silent Witch 沉默魔女的祕密（艾利歐特·霍華德[33]）
- 破爛千金被姊姊的原婚約者溺愛著（路易馮[34]）
- 杜鵑婚約 第2期（海野洋平[35]）
- 戀上換裝娃娃 Season 2（香檳歡呼秀）
- 桃源暗鬼（花魁坂京夜[36]）

2026年
- 地獄樂 第2期（亞左弔兵衛[37]）

### OVA
2011年
- 這個男子，能與宇宙人作戰（カカシ[38]）
- 我的朋友很少（羽瀨川小鷹）※小說第7卷特裝版附錄

2012年
- 新世界·未来篇（桐島）
- 流★星LENS（雄大）
- 影子籃球員 DVD FAN DISC 〜終わらない夏〜（黃瀨涼太）
- 我的朋友很少 ADD ON DISC（羽瀨川小鷹）

2013年
- 元氣少女緣結神（里嵨小太郎）※漫畫單行本第16卷初回限定版附錄DVD
- BLOOD LAD 血意少年 我輩不是貓（布拉德·D·布莱斯[39]） ※漫畫單行本第10卷限定版附錄
- 影子籃球員（黃瀨涼太）
  - 第22.5Q「Tip off」※收錄於BD＆DVD第8卷
  - 「バカじゃ勝てないのよ！」※漫畫單行本第25卷預約限定版附錄DVD
- 最遊記外傳 特別篇 香花之章（陸央）
- 夏目友人帳 新作動畫DVD（西村悟）※「LaLa」2013年8 - 10月号・「LaLa DX」2013年9月号全員Service

2014年
- 夏目友人帳 曾幾何時下雪的日子（西村悟）
- 召喚惡魔 OAD4（小山內治）
- LOVE STAGE!!（黑井高廣）
- 眷戀你的溫柔（瀨谷壹）

2015年
- 黑執事 Book of Murder（查爾斯·格雷）
- 學園帥哥 The Animation（美劍咲夜）[40]
- 東京喰種【JACK】（富良太志）

2016年
- 排球少年！！「VS不及格」（木兔光太郎）
- 吸血鬼僕人（Lawless（Hyde））

2017年
- 我的英雄學院「Training of the Dead」（藤見露召呂[41]）
- 夏目友人帳 遊戲之宴（西村悟）

2018年
- ReLIFE"完結篇"（夜明了）
- Free!－Dive to the Future－第0話（遠野日和）

### 動畫電影
2009年
- Cencoroll（舒）
- 東之伊甸 總集篇 Air Communication（瀧澤朗）
- 東之伊甸 劇場版I The King of Eden（瀧澤朗）

2010年
- 東之伊甸 劇場版II Paradise Lost（瀧澤朗）
- 蒼穹之戰神 劇場版－Heaven and Earth（來主操）

2011年
- 鋼之鍊金術師 嘆息之丘的聖星（少年）

2012年
- 被狙擊的學園（神野夕）
- 劇場版 閃電十一人GO vs 紙箱戰機W（阿斯塔）

2013年
- AURA ～魔龍院光牙最後的戰鬥～（高橋裕太）

2015年
- 電影版妖怪手錶：閻魔大王與五個故事喵！（閻魔大王）

2016年
- 影子籃球員 冬季杯總集編 ～影と光～（黄瀨涼太）
- 電影版妖怪手錶：飛天巨鯨與兩個世界的大冒險喵！（閻魔大王）

2017年
- 劇場版 黑執事 Book of the Atlantic（查爾斯·格雷）
- 劇場版 影子籃球員 LAST GAME（黃瀨涼太）
- 劇場版 Free!-Timeless Medley- 約定（遠野日和）
- 特別版 Free!-Take Your Marks-（遠野日和）
- 電影版妖怪手錶：光影之卷 鬼王的復活（閻魔大王／闇閻魔）

2018年
- 劇場版超時空要塞Δ 激情的女武神（基斯·愛羅·溫德米爾）
- 劇場版 吸血鬼僕人 -Alice in the Garden-（Lawless）
- 我的英雄學院劇場版：兩個人的英雄（大衛・希爾德【青年】）
- 劇場版 夏目友人帳 ～緣結空蟬～（西村悟）
- 妖怪手錶：永遠的朋友（高城一希、夜叉閻魔、閻魔大王）

2019年
- 劇場版 歌之王子殿下 真愛王國（日向大和）
- Cencoroll Connect（舒）
- 天氣之子（木村）

2021年
- 夏目友人帳 喚石與可疑訪客（西村悟）

2022年
- 電影版 奇巧計程車：撲朔謎林（剛力）
- 劇場版 RE:cycle of the PENGUINDRUM 前篇 你的列車是生存戰略（高倉晶馬）
- 劇場版 RE:cycle of the PENGUINDRUM 後篇 我愛你（高倉晶馬）

2023年
- 劇場版 Collar×Malice -deep cover-（白石景之[42]）
- RABBITS KINGDOM THE MOVIE（霜月隼）

### 網路動畫
2012年
- 神奇寶貝 黑2·白2 介紹特別影片（黑連）

2014年
- Bonjour♪戀味蛋糕店（花房吉爾貝爾）

2015年
- 歐西里斯的天秤（日语：オシリスの天秤）（Target 02）
- 機動戰士鋼彈 雷霆宙域戰線（達里爾·洛倫茲）

2020年
- 變形金剛：賽博坦大戰三部曲（大黃峰）

2023年
- 火之鳥：伊甸17（凱恩[43]）
- GOOD NIGHT WORLD（里昂[44]）
- 鬼武者（伊右衛門[45]）

2024年
- Fate/Grand Order 搞不懂的藤丸立香 第2期（查理曼）

### 遊戲
2005年
- NANA (PS2版)（岡崎真一）

2007年
- 王牌投手 振臂高揮（西廣辰太郎）
- 這個美妙的世界（約書亞／桐生義彌）

2008年
- 新·安琪莉可Special（羅修）

2010年
- 第三次生日（Blank）
- STORM LOVER（日语：STORM LOVER）（相馬隆志）
- uni.（日语：uni.）（須藤和樹）
- 戀愛番長 命短し、戀せよ乙女! Love is Power（日语：恋愛番長）（資料番長）

2011年
- 學園特救HOTOKENSER（堂島翠月 / HOTOKEN Green）
- STORM LOVER 夏恋!!（日语：STORM LOVER）（相馬隆志）
- 遊戲王 5D's 雙重戰力 6（布雷夫）

2012年
- UNDER NIGHT IN-BIRTH（灰都）
- L.G.S 〜新說封神演義〜（日语：L.G.S 〜新説 封神演義〜）（姬發）
- Custom Drive（日语：Custom Drive）（神無木紫音）
- 王國之心 3D ［夢降深處］（約書亞）
- 影子籃球員 奇蹟的比賽（黃瀨涼太）
- STORM LOVER 快!!（日语：STORM LOVER）（相馬隆志）
- 夢幻之星網路版2 （傑諾）
- 我的朋友很少 攜帶版（羽瀨川小鷹）
- 戀愛番長2 MidnightLesson!!!（日语：恋愛番長）（資料番長）
- 機械學報告（八汐海翔）

2013年
- 英國偵探 Mysteria（日语：英国探偵ミステリア）（華森Jr.〈威廉・H・華森〉）
- 恋花時節（日语：恋花デイズ）（高丘菊之介）
- Conception II 七星的引導與瑪祖爾的惡夢（日语：コンセプションII 七星の導きとマズルの悪夢）（クロツグ）
- The Wonderful 101（Wonder．Red）
- 超級機器人大戰UX（來主操、サイモン・カイナ）
- STORM LOVER 2nd（日语：STORM LOVER）（相馬隆志）
- SNOW BOUND LAND（日语：SNOW BOUND LAND）（Kai）
- 七龍傳說 2020-II
- Double Score（森絢吾）
- DIABOLIK LOVERS MORE,BLOOD（無神皓）
- 初戀男友☆戀愛出道宣言！（桐嶋蒼斗）
- 魔奇少年MAGI 最初的迷宮（裘達爾）
- 羅密歐VS茱麗葉（日语：ロミオVSジュリエット）（帕里斯＝維洛那）

2014年
- UNDER NIGHT IN-BIRTH Exe:Late（灰都）
- いざ、出陣!恋戰 第二幕〜越後篇〜（直江兼續）
- 艾爾之光（ADD）
- 機動戰士鋼彈外傳Missing Link（日语：機動戦士ガンダム外伝 ミッシングリンク）（李貝里歐・林克）
- 影子籃球員 勝利的軌跡（黃瀨涼太）
- GRANBLUE FANTASY（リチャード）
- DIABOLIK LOVERS VANDEAD CARNIVAL（無神皓）
- DYNAMIC CHORD feat.[reve parfait]（百瀨つむぎ）
- HAMATORA ─超能偵探社─Look at Smoking World（弗里茲）
- 武器之神（日语：ブキガミ）（アオ）
- BLACK CODE 黑色代碼（Adele＝Flamel）
- 疾走王子（八神陸）
- -8（日语：マイナスエイト）（虹丘リオン）
- 魔奇少年MAGI 嶄新的世界（裘達爾）
- 魔奇少年MAGI Dungeon & Magic （裘達爾）
- 魔法科高中的劣等生 Out of Order（服部刑部少丞範蔵）
- RE:VICE［D］（日语：RE:VICE［D］）（イロハ）
- 妖刀 嵐與吹雪 -Sword of Twins-（嵐）
- 嫁コレ（日语：嫁コレ）（八軒勇吾、木全隼人、日向秀樹）
- 流線系星際戰軌 2nd Season（クロウ）
- 失落次元（トウヤ・オルベルト）
- 羅密歐VS茱麗葉（日语：ロミオVSジュリエット）（帕里斯＝維洛那）

2015年
- UNDER NIGHT IN-BIRTH Exe:Late[st]（灰都）
- Angel Beats! -1st beat-（日向）
- KLAP!! 〜Kind Love And Punish〜（カミル＝セッツェリン）
- 水晶王冠（シエル）
- 影子籃球員 未來的羈絆（黃瀨涼太）
- 幻影异闻录♯FE（蒼井樹）
- 源氏戀繪卷（日语：源氏恋絵巻）（朧月夜之君）
- 絶対階級学園～Eden with roses and phantasm～（鷺ノ宮レイ）
- DIABOLIK LOVERS DARK FATE（無神皓）
- DIABOLIK LOVERS MORE,BLOOD LIMITED V EDITION（無神皓）
- 熱情傳奇（史雷）
- 刀劍乱舞（和泉守兼定）
- 七龍珠 異戰（日语：ドラゴンボール ゼノバース）（Time Patrol）
- NET HIGH（日语：ネットハイ）（グッド・L・ガイ）
- 湯之花SpRING！（泉高平）
- 嫁コレ（日语：嫁コレ）（鹿矛囲桐斗）
- ROOT∞REXX（桐生帝）

2016年
- 一血卍傑-ONLINE-（サイゾウ）
- Collar×Malice（白石景之）
- PsychicEmotion6（金城瑞希）
- DIABOLIK LOVERS LUNATIC PARADE（無神皓）
- Nil admirari 之天秤 帝都幻惑綺譚（鵜飼昌吾）
- 排球少年！！Cross team match！（木兔光太郎）
- 魔法使與黑貓維茲 (リグス・ナハル)
- 白貓project（レイン・ヂィアボルス）

2017年
- 新槍彈辯駁V3 大家的自相殘殺新學期（百田解斗）
- 美男吸血鬼- 偉人的愛戀誘惑（亞瑟‧柯南‧道爾）

2018年
- Fate/EXTELLA Link（查理曼）
- 蒼翼默示錄：交叉組隊戰（城戶灰都）
- 食之契約（爆米花、甜豆花）
- 虔誠之花的晚鐘–ricordo–（尼古拉·法兰捷斯卡）

2019年
- オンエア！（櫻井百瀬）
- Tokyo Chronos（ロウ）

2020年
- 聖火降魔錄 英雄雲集（蒼井樹、朱利安）
- 原神 (達達利亞）

2021年
- LOOPERS  （西門）[46]

2022年
- Fate/Grand Order (查理曼）
- 異度神劍3（泰恩）

2023年
- 聖火降魔錄 Engage（阿爾弗雷德）
- 聖火降魔錄 英雄雲集（阿爾弗雷德）
- 寶可夢大師（梧桐）

發售日期未定
- lackish House ←sideB（結城那由多）

#### Mobile Content
- 愛★Chu（杜若葵）
- 妖かし恋戯曲（霞美）
- 王子殿下的求婚之爱情皇冠（ロベルト・バトン）
- 乙女デスク（南井秀徳）
- きらめき!熱血☆ラ部（風祭ハヤト）
- 源氏物語〜男女逆轉戀唄〜（紫）
- 聲音男友〜放學後去和你約會〜（設樂煌）
- 最悪の瞬間、最愛の君に… 〜Dangerous Wedding〜（滝野大輔）
- 殭屍哪有那麼萌？ 千紘覺醒（降谷千紘）
- 星葬多拉格尼爾（アラン・ローラン）
- DAME×PRINCE（メア皇子）
- 翔べ!舞羽高校演劇部（桐生陽）
- 燃燒! for Girls（舞園統馬）
- ハロウィン+タウン（大神志狼）
- ボイスサプリ（楓）
- 方言男子覺醒（イチイ）
- 我的黑手黨男神☆（阿爾巴）
- 夢王國與沉睡中的100位王子殿下（納比托、密利恩）
- 在茜色的世界與君詠唱（前田慶次）
- 夢間集（君子劍）

2020年
- UNDER NIGHT IN-BIRTH Exe:Late[cl-r]（灰都）
- 原神（「公子」達達利亞）

2021年
- 光與夜之戀 (夏鳴星）

2024年
- 怪物彈珠 (塔耳塔羅斯）

### 吹替

#### 電影
1997年
- 終極證人（Mark·Sway〈布萊德·藍佛〉）※朝日電視台版
- 冰血暴（Scotty）※Soft版
- 親愛的，我把我們縮小了（亞當）

2000年
- 一路上有你 (1998年電影)（Joe·Wenteworth〈約瑟夫·馬傑羅〉）

2001年
- 決戰時刻（湯瑪斯）

2003年
- 草地英熊（日语：カントリーベアーズ）（Dex・Barrington〈艾力·马伦斯奥〉）
- Jack（Louie・Durante〈Adam·Zolotin〉）※Soft版

2003年
- 敲開我心門（日语：家の鍵）（Paolo〈Andrea·Rossi〉）
- 納尼亞傳奇：獅子·女巫·魔衣櫥（彼得‧佩文西〈威廉·莫斯里〉）

2007年
- 火線交錯（阿默德〈薩伊德·塔帢尼〉）

2008年
- 納尼亞傳奇：賈思潘王子（彼得‧佩文西〈威廉·莫斯里〉）

2011年
- 3D劍客聯盟：雲端之戰（路易13世〈Freddie Fox〉）※劇場公開・Soft版
- 納尼亞傳奇：黎明行者號（彼得‧佩文西〈威廉·莫斯里〉）

2013年
- 波西傑克森：妖魔之海（泰森〈道格拉斯·史密斯〉）
- 少年Pi的奇幻漂流（Pi・Patel〈蘇瑞吉·沙瑪〉）

2015年
- 攻無不克(決勝巔峰)（Chris〈亞歷山大·路德韋格〉）

2016年
- X戰警：天啟（「獨眼龍」史考特·桑莫斯〈泰·謝里丹〉）

#### 電視劇
2007年
- 靈媒緝凶（傑西）

2012年
- 愛情雨（趙秀）

2013年
- 一年十二個男人（施厚）
- SMASH Season2（Kyle·Bishop）

2014年
- 檀島警騎2.0 第四季 #4

2015年
- 地球百子（Jasper·Jordan〈戴文·博斯蒂克〉）
- 閃電俠 (2014年電視影集)（哈特利·拉瑟威 / 花笛手）

#### 動畫
- The Weekenders（Corby）
- 麻辣女孩麻辣女孩（偉德）
  - 麻辣女孩 第一季～第四季
  - 麻辣女孩：最高機密
  - 麻辣女孩：超時空任務
  - 麻辣女孩：罪犯檔案
  - Kim Possible Movie: So the Drama
- 巴托克小英雄 / 拯救伊凡王子！
- 玩具總動員（Andy的朋友）
- 變形金剛初始篇（B-127 / 大黃峰）

### DVD
- 英國偵探 Mysteria（日语：英国探偵ミステリア）
  - 英国探偵ミステリア 〜ミステリアスパレード〜
  - 英国探偵ミステリア 〜オペラ座の怪事件〜
- 王牌投手 振臂高揮 ~我們的夏天還沒結束~
- Kiramune Music Festival（日语：Kiramune#Kiramune Music Festival）系列
  - Kiramune Music Festival 2012 Live DVD
  - Kiramune Music Festival 2013 Live DVD & Blu-ray
  - Kiramune Music Festival 2014 Live DVD & Blu-ray
  - Kiramune Music Festival 2015 Live DVD & Blu-ray
- 影子籃球員 DVD FAN DISC 〜永不結束的夏天〜
- 人狼バトル〜人狼vs騎士〜
- STORM LOVER（日语：STORM LOVER）
  - STORM LOVER 春恋嵐 Event DVD
  - STORM LOVER 夏恋嵐 Event DVD
- 宝探し〜ミライセンシ エピソード0〜in西武園ゆうえんち[47]）
- 夏目友人帳〜集い 音劇の章〜（西村悟）
- Neo Romance series（日语：Neo Romance series）系列
  - Neo Romance♥Live 2008 Summer
  - Neo Romance♥FESTA 新·安琪莉可 大陸祭典（アルカディア・カーニバル）
  - Neo Romance♥FESTA 10
  - Neo Romance15周年Special Neo Romance♥Live 〜安琪莉可&新·安琪莉可〜
  - 新·安琪莉可 Special 大陸祭日（アルカディア・ホリディ）
  - Neo Romance♥15th Anniversary
  - Neo Romance Starlight♥Christmas
  - Neo Romance Alamode 4
- KUROBAS CUP 2013
- ライブビデオ JAPAN 乙女♥Festival
- KUROBAS CUP 2015

### 電視節目
- アニメ星人（日语：アニメ星人）（千葉電視台：2010年3月20日、2010年3月27日）
- ぼいすた!（日语：ぼいすた!） 新年會特集（BS-TBS：2012年1月1日）
- アニメ星人 ときめきレシピ（日语：アニメ星人 ときめきレシピ）（千葉電視台：2012年10月 - 11月）

### 電視劇
- わが町V 勝てば天国負ければ地獄!幼児誘拐犯VS刑事達（日语：わが町 (テレビドラマ)）（1994年）
- 3年B組金八先生スペシャル 道は遠くとも〜子供を救え!大人達よ立ち上がれ（1998年）
- TEAM（日语：TEAM (テレビドラマ)）（1999年）
- 調皮三人組 2（日语：ズッコケ三人組2）（1999年）宮下學
- 第六個小夜子（日语：六番目の小夜子）（2000年）
- 池袋西口公園（2000年）
- 菊亭八百善の人びと（日语：菊亭八百善の人びと）（2004年）

### 電影
- BUGS（1997年）水野真

### 網路節目
木村良平×細谷佳正Talk Session「青春はいつも坂道発進」（坂道のアポロン官方網站內：2012年4月13日 - ）

### 舞台劇
- 王女メディア
- Kiramune Presents リーディングライブ
  - 惡魔的謎語 〜escape6〜（東兔角）
  - 5コントローラーズ+1（Aoi）
  - OTOGI狂詩曲（桃太郎）
- グリークス
- シーサイド・スーサイド
- 常陸坊海尊
- 隅田川暮色
- 夏の夜の夢
- マイリトルシスター
- ロック朗読劇 学園特救ホトケンサー（堂島翠月 / HOTOKEN Green）
- クロジ公演『パビリオンの星空』

### 廣播節目
- 東のエデン放送部（Animate TV（日语：アニメイトタイムズ）：2009年4月10日 - 2009年10月9日）
- PASH! 第八分室（音泉：2009年9月30日 - 2011年3月31日）
- Kiramune Presents 江口拓也と木村良平と代永翼のキラキラ☆ビート（日语：Trignal#ラジオ）（大阪放送：2011年4月10日 - 2012年4月1日）
- ホトケンらじお（Niconico生放送：2011年4月29日 - 2012年3月10日）※不定期更新
- ぺらぶRadio（Animate TV：2011年6月2日 - 2011年8月11日）※5個主持人隨機出演。
- 僕は友達が少ない on AIR RADIO（音泉、HiBiKi Radio Station：2011年8月9日 - 2012年4月10日、2012年12月11日 - 2013年5月14日[48]）
- 君僕ラジオ。放課後狂想曲（HiBiKi Radio Station：2011年8月12日 - 2012年7月3日）
- ロボティクス・ノーツ 電波局（HiBiKi Radio Station：2011年10月8日 - 2012年3月24日）
- ロボティクス・ノーツ〜リアルロボ部 少年少女たちの夢〜（2011年11月3日 - 2013年4月26日）
- 坂道のアポロン〜ムカエレコード・地下スタ通信〜（HiBiKi Radio Station：2012年4月10日 - 2012年7月3日）
- Trignalのキラキラ☆ビートR（日语：Trignal#ラジオ）（Animate TV：2012年6月13日 - ）
- 影子籃球員 放送委員会 第26回來賓
- 賢章と良平のCRANEKINGDOM!ラジオ（2012年12月12日[49]）
- 木村良平・岡本信彦の電撃Girl'sSmile[50]（Animate TV：2013年7月18日 - ）
- コンセプションっつーラジオ〜俺のラジオを聴いてくれ!〜（インターネットラジオ『ハラショー』、HiBiKi Radio Station：2013年8月8日 - 10月31日）
- この男子、ラジオでしゃべります!!（2013年8月 - 2014年1月1日）
- レヴラジ〜東京レイヴンズラジオ〜（音泉、HiBiKi Radio Station：2013年10月7日 - 2014年4月14日）
- 水島大宙・木村良平 ←SIDE BY SIDE→[51]（文化放送超!A&G+2014年4月10日 - ）
- ラジオ・オブ・ストライド オルタナティブ（Animate TV：2016年1月7日 - 3月24日）

#### 廣播劇
- Asience（日语：アジエンス）濃密ヘアマスク HOW TO ムービー「忘れられない髪」
- 青春アドベンチャー（日语：青春アドベンチャー）「一瞬の風になれ」

### 動態漫畫
- VOMIC 家庭教師HITMAN REBORN!（青葉紅葉）
- ULTRAMAN（早田進次郎）

### CD

#### 廣播劇CD
- In Straight fact（倉崎良太）

2008年
- 新·安琪莉可系列（羅修）
  - 新·安琪莉可 〜拂曉的天使〜
  - 新·安琪莉可 Special 〜gold note〜
  - 新·安琪莉可 Abyss バラエティーCD vol.1 アルカディア パラダイス

2009年
- 夏目友人帳系列（西村悟）
  - 名取のドラマ撮影に夏目達が参戦!? ※LaLa2009年5月號附錄CD
  - 拝啓、夏目貴志様 ※続 夏目友人帳 BD&DVD限定版第5巻特典
- 新·安琪莉可 系列（羅修）
  - 新·安琪莉可 Special 〜silver tone〜
  - 新·安琪莉可 Abyss バラエティーCD Vol.2 アルカディア パラダイス2

2010年
- 恋人は専属SP 〜恋のミッション24時〜（藤咲瑞貴）

2011年
- 王子殿下的求婚（ロベルト・バトン）
- 神樣DOLLS 廣播劇CD（枸雅阿幾）
- 空色感染爆發（森崎進一）
- 夏目友人帳 夏目音物語集2（西村悟）※LaLa2011年9月號附錄
- ぺらぶ! a cappella love!? 系列（井之上義哉）
  - ぺらぶ! a cappella love!? #1
  - ぺらぶ! a cappella love!? ♭1 〜夏服サイドストーリーズ〜
- 我的朋友很少 廣播劇CD 番外篇「禁じられた遊び」（日语：僕は友達が少ないのディスコグラフィ）（羽瀨川小鷹[52]） ※小說第6卷特裝版
- uni. 初音島学生風紀連盟・星空綺麗々奮闘記（須藤和樹）

2012年
- 忽然同居系列 癒しの妖精セラピア Vol.1（リンス）
- L.G.S 〜新說封神演義〜（日语：L.G.S 〜新説 封神演義〜） 廣播劇CD 〜おいでませ妲己島、真夏のリゾート三本勝負!〜（姫發）
- 王樣老師 廣播劇CD 第2彈（寒川航平）※花與夢2012年19號附錄CD
- 影子籃球員系列（黃瀨涼太[53]））
  - 影子籃球員 DRAMA THEATER 1st GAMES「たまにはいいと思いますよ」
  - 影子籃球員 DRAMA THEATER 2nd GAMES「それがボクたちのバスケです」
- 猿の左手（日比野）
- 殭屍哪有那麼萌？（降谷千紘）※漫畫單行本第5巻限定版
- 42ネ申 No.01 Celesta〜天国からのインビテーション〜（チェレスタ）
- 忍びよる恋はくせもの（小田川大和）
- ストロボライツ（東幸久）※『シアロア』購入店舗特典Melonbooks
- 夏目友人帳 柊お使い帳（西村悟）※夏目友人帳 肆 BD&DVD限定版第1巻特典
- ハカセがっ!!（椎葉ひなつ）
- ハロウィン+タウン（大神志狼）
- ブカツドー!?vol.2 バレー部（吉田真吾）※同人CD C82
- 猛獸史與王子殿下 〜snow Bride〜（日语：猛獣使いと王子様）（エーベル）
- 恋愛番長2 SweetSweetBirthday!!!（資料番長）
- ROBOTICS;NOTES 廣播劇CD『冬空のロケット』（八汐海翔）

2013年
- SSG〜名門男子校血風録〜（護国寺駿） ※漫畫單行本第1巻附廣播劇CD特裝版
- 王樣老師 廣播劇CD 第3彈（寒川航平）※花與夢2013年5號附錄CD
- 學☆王 -THE ROYAL SEVEN STARS- +METEOR（大陸） ※遊戲限定版特典
- 吸血達令 case.5 國內結婚･漫畫家篇（月岡ハルキ）
- 银之匙 Silver Spoon 廣播劇CD 激録！農工戦の裏側に潜む恋!?男子♂篇（八軒勇吾）※漫畫第9卷特別版
- 恋チョイ! 〜大学生篇〜（森村良）
- この男子、悪人と呼ばれます。（セブン）
- PSYCHO-PASS 廣播劇CD ゼロ 名前のない怪物 上巻（神月凌吾）
- 月歌。 廣播劇！其之3（霜月隼[54]）
- DIABOLIK LOVERS ドS吸血CD MORE,BLOOD Vol.2 皓篇（無神皓）
- Dollyholic系列（テマリ）
  - case:01 Natan 罪と罰とミルクココア
  - case:02 Sacha おにいさまとキャラメル
  - case:03 Baptiste 全壊チェリータルト
- はつカレッ☆恋愛デビュー宣言!（桐嶋蒼斗） ※電擊Girl's Style（日语：電撃Girl's Style）2013年2月号附錄CD
- 東浦家の休日vol.3〜未来の家族篇（永江大護）
- 夢幻之星Online2 〜Project ドリームアークス!〜（ゼノ）
- 疾走王子 Audio廣播劇 LET THE WIND BLOW（八神陸）
- 廣播劇CD『ボイスサプリ 春＆楓』（楓）

2014年
- いざ、出陣!戀戰 第二幕 武将偵探 上杉謙信 〜干し柿殺人事件〜（直江兼続）
- 吸血達令 Fan Disc vol.1（月岡ハルキ）
- 源氏物語～男女逆轉戀唄～系列（紫）
  - 源氏物語～男女逆轉戀唄～序之巻
  - 源氏物語～男女逆轉戀唄～縁之巻
- SNOW BOUND LAND（日语：SNOW BOUND LAND） 廣播劇CD 〜お見合いクラッシュ大作戦〜（カイ）
- 「吸血鬼僕人」充滿吸血鬼的暑假（Lawless）
- 大正偶像浪漫「帝國スタア」（不二）
- DIABOLIK LOVERS ドS吸血CD VERSUSII Vol.5 琉輝VS皓（無神皓）
- DIABOLIK LOVERS DARK FATE Vol.3 下弦の章（無神皓）
- 電視動畫「月刊少女野崎君」廣播劇CD 〜秋篇〜（若松博隆）
- 東京闇鴉 廣播劇CD Back（阿刀冬兒）
- Dollyholic系列（テマリ）
  - case:04 Gilbert 砂糖菓子よ おこれ
  - case:05 Seize お星さまの不始末
  - case:06 Temari チョコレイト心中
- 影子籃球員系列（黃瀨涼太）
  - 影子籃球員 DRAMA THEATER 3rd GAMES「すれ違っているかもしれません」
- 蜂蜜初戀（日语：ハチミツにはつこい） 廣播劇CD（杉浦夏生）
- ぽちゃまに（田上幸也）※『花與夢』2014年16号附錄
- 月歌。系列（霜月隼）
  - 月歌。廣播劇！其之4
  - 廣播劇「魔王大人IN通販仙境」
- 「酔い愛CD」系列（ロマー二・コンティⅢ世）
  - 「酔い愛CD」廣播劇CD1 男だらけの宴
  - 「酔い愛CD」廣播劇CD2 男だらけの告白大会
- モノノケミステリヰ（鐵輪彌人）

2015年
- オオカミ君ち。（大神心粋）
- 朝5晚9（蜂屋蓮司）※單行本第11・12巻限定版附屬廣播劇CD
- 「吸血鬼僕人」充滿吸血鬼的寒假（Lawless）
- 大正偶像浪漫「帝國スタア キネマトグラフ」 四番星（不二）
- DIABOLIK LOVERS ドS吸血CD BLOODY BOUQUET Vol.5 皓篇（無神皓）
- 電視動畫「月刊少女野崎君」廣播劇CD 〜冬篇〜（若松博隆）
- 疾走王子 Audio廣播劇 MY FIRST LOVE Vol.1　八神陸＆櫻井奈奈（八神陸）
- LOVE★DON!!★QUIXOTE Vol.4（ソースケ先輩）

2016年
- DIABOLIK LOVERS ドS吸血CD VERSUSIII Vol.3 昴VS皓（無神皓）
- DIABOLIK LOVERS LOST EDEN Vol.4 無神篇（無神皓）
- 電視動畫「疾走王子Alternative」Audio廣播劇 TAKE A DAY OFF（八神陸）
- ぼくのとなりに暗黒破壊神がいます。（月宮ウツギ）

#### Radio・DJCD
- アルティメット学園放送部CD ※Altima Ace（日语：アルティマエース）2011年11月號特別附錄CD
- 君僕ラジオ。放課後ラプソディ 第1樂章・第2樂章
- 木村良平・岡本信彦の電撃Girl'sSmile DJCD Smile 01
- 坂道上的阿波羅〜ムカエレコード・地下Sta通信〜 Vol.1
- 東之伊甸 放送部 EDEN SIDE
- 東之伊甸 放送部 SELECAO SIDE
- ぺらぶ! A cappella love!? ぺらぶRadio
- 我的朋友很少 on AIR RADIO Vol.1 - Vol.4
- Radio CD「レヴラジ〜東京闇鴉Radio〜」 Vol.1・2
- ROBOTICS;NOTES RADIO〜リアルロボ部 少年少女たちの夢〜 VOL.1

#### 朗讀・其他CD
- オトナの習い事CD 〜第二巻・胸キュンMAX!ゴルフレッスン篇〜（友利要）
- 彼氏がイチャ××(ラブ)を強要して日曜日ベッドから出してくれません!（夾耶）
- カレと一緒におふとんでイチャイチャごろごろするCD Vol.2 Noon（慎）
- 源氏物語～男女逆轉戀唄～ 角色CD 紫之巻（紫）
- 心に響く物語 VOL.3 「初恋男子」「青梅竹馬篇」
- STORM LOVER（日语：STORM LOVER）系列（相馬隆志）
  - STORM LOVER オリジナルボイスCD 〜恋・愛・食・中・毒! 〜
  - STORM LOVER カップルデートCD -LOVERS COLLECTION- Vol.8「CUTE DISC -澪&隆志-」
- 大正浪漫〜禁断の恋〜Vol.2 実業家の彼
- Double Score 〜Forget-me-not〜（森絢吾）
- 天部衆に癒されCD 第壱巻〜守護神 阿修羅王篇〜（阿修羅王）
- 逃暴者 朋樹篇（瀨谷朋樹）
- 肉食男子に恋をする（獅堂徹平）※『電撃Girl's Style』2013年3月号附錄CD
- 箱詰めCD5 学校で一緒に箱詰め（瀧口祥太朗）
- 華ノ幕末 恋スル蝶 第六夜（岡田以蔵）
- ハロウィン+タウン スウィートボイスコレクション Happy BOX（大神志狼）
- Honeybee（日语：Honeybee） 數羊晚安系列 Vol.31 「お楽しみは君と一緒に」
- フシギカフェとデンパな魔法青年（ハピルナパプリカフリカッセⅢ世)
- Photograph Journey 〜in Kagawa〜（蓮井弥一）
- 少爺 朗読CD付
- My Sweet Hubby vol.4 月宮 湊斗（月宮湊斗）
- もう一つの日本史 知られざる武将たちの宴 その弐 「武田信玄 對 上杉謙信」（上杉謙信）
- 「酔い愛CD」キャラクターCD3 ロマー二・コンティⅢ世（ロマー二・コンティⅢ世）
- Reader Song 〜Love Letter 3〜Pops（Long Long Ago/England Folk Song）
- Reader Song 〜Love Letter 4〜Jazz（Unforgettable）

#### BLCD
- 恋愛前夜（小嶺ヤコ）
- 恋愛前夜 番外篇 Chara 19th Anniversary Fair PRESENT CD（小嶺ヤコ）
- 電視動畫 LOVE STAGE!!廣播劇CD SUMMER STAGE!!（黑井高廣）
- イエスかノーか半分か（皆川竜起）
- BlueMoon，Blue 廣播劇CD (宏大)

#### 角色歌・音樂CD
| 發售日   | 標題                                                                                   | 名義 | 樂曲 |        |
| 2005年   | 2005年                                                                                 | 2005年 | 2005年 | 2005年 |
| -------- | -------------------------------------------------------------------------------------- | --- | --- | ------ |
| 12月28日 | 魔女的考驗 Image Album                                                                 | 悟&索爾（岩橋直哉） | 「ステレオ・チェック」 |        |
| 2008年   |                                                                                        | | |        |
| 1月28日  | 新·安琪莉可 Special 〜silver tone〜                                                    | 貝爾納（平川大輔）&羅修 | 「高鳴る鼓動はAllegrissimo」 |        |
| 1月28日  | 新·安琪莉可 Special 〜silver tone〜                                                    | 羅修 | 「Sunny Shiny Holiday」 |        |
| 3月19日  | 新·安琪莉可 〜sincerely〜                                                              | 瑪緹亞斯（楠大典）、 艾倫弗利德（入野自由）、 傑特（中村悠一）、羅修 | 「Labyrinth 〜風の迷宮〜」 |        |
| 5月27日  | 新·安琪莉可 Abyss CHARACTER SONGS SCENE 02 貝爾納・羅修                                | 羅修 | 「路地裏 It's so free」 |        |
| 6月4日   | 新·安琪莉可 Abyss CHARACTER SONGS SCENE 02 ベルナール・ロシュ                          | 羅修 | 「路地裏 It's so free」 |        |
| 9月20日  | 新·安琪莉可 Special 軌跡 〜the brilliant days                                          | 萊恩（高橋廣樹）、 尼克斯（大川透）、 傑德（小野坂昌也）、 修格（小野大輔）、 盧涅（山口勝平）、 貝爾納、瑪緹亞斯、 艾倫弗利德、傑特、 羅修                               | 「軌跡 〜the brilliant days」 |        |
| 10月29日 | 新·安琪莉可 Special 〜gold note〜                                                      | 艾倫弗利德&羅修 | 「La Vie en Rose 〜薔薇色の奇跡〜」 |        |
| 2009年   |                                                                                        | | |        |
| 4月22日  | 新·安琪莉可 Special 〜platinum harmony〜                                               | 瑪緹亞斯、艾倫弗利德、 傑特、羅修 | 「Labyrinth 〜風の迷宮〜」 |        |
| 4月22日  | 新·安琪莉可 Special 〜platinum harmony〜                                               | 貝爾納&羅修 | 「高鳴る鼓動はAllegrissimo」 |        |
| 4月22日  | 新·安琪莉可 Special 〜platinum harmony〜                                               | 艾倫弗利德&羅修 | 「La Vie en Rose 〜薔薇色の奇跡〜」 |        |
| 4月22日  | 新·安琪莉可 Special 〜platinum harmony〜                                               | 萊恩、尼克斯、傑德、 修格、盧涅、貝爾納、 瑪緹亞斯、艾倫弗利德、 傑特、羅修                                                                                               | 「軌跡 〜the brilliant days」 |        |
| 2011年   |                                                                                        | | |        |
| 9月22日  | 學園特救HOTOKENSER 限定版                                                              | 堂島翠月 | 「地上から永遠へ」 |        |
| 9月22日  | ぺらぶ! a cappella love!? ♭1 〜夏服サイドストーリーズ〜                                | 井之上義哉、 有坂圭一郎（前野智昭）、 片桐隼人（細谷佳正）、 光永千紘（柿原徹也）、 時枝あゆむ（KENN）                                                                    | 「リルハピデイズ」 |        |
| 2012年   |                                                                                        | | |        |
| 2月8日   | 新・百歌聲爛II -男性聲優篇-                                                            | 木村良平 | 「ドラえもんのうた」 「葛飾ラプソディー」 「サザエさん」 「近道したい」 「Wind Climbing 〜風にあそばれて」 「創聖のアクエリオン」 「ドラマチック」 「一斉の声」 「そばかす」 「ムーンライト伝説/HEART MOVING」 |        |
| 3月21日  | 電視動畫『少年同盟』角色歌（BD&DVD第4巻 完全生產限定版 特典CD）                        | 穗稀紅、 穗稀黑（小野友樹）、 穗稀藍（内山昂輝）、 穗稀黃（入野自由）、 穗稀粉（豊永利行）                                                                                | 「高校戦隊ホマレンジャー」 |        |
| 4月5日   | 電視動畫『我的朋友很少 』BD&DVD第4巻 初回生産版「あそーとCD4」                         | 羽瀨川小鷹 | 「FLOWER」 |        |
| 5月23日  | 影子籃球員 SOLO SERIES Vol.3 黄瀨涼太                                                  | 黄瀨涼太 | 「Perfect Copy?」 「シャララ☆Goes On」 |        |
| 5月23日  | 電視動畫『少年同盟』角色歌（BD&DVD第6巻 完全生産限定版 特典CD）                        | 浅羽悠太（内山昂輝）、浅羽祐希 | 「ほまれ雪」 |        |
| 8月22日  | 電視動畫『少年同盟2』角色歌（BD・DVD第3巻 完全生産限定版 特典CD）                      | 淺羽悠太（内山昂輝）、淺羽祐希 | 「恋のフーガ」 |        |
| 8月24日  | 電視動畫『影子籃球員』DVD&BD 第2巻 初回封入特典 SPECIAL CD feat.黄瀨涼太               | 黄瀨涼太 | 「セイシュンTIP-OFF!!」 |        |
| 8月29日  | 影子籃球員 Duet SERIES Vol.2 黑子哲也&黄瀨涼太                                         | 黑子哲也（小野賢章）、黄瀨涼太 | 「次会う日まで」 「タイムマシーンがなくたって」 |        |
| 9月12日  | LOVE☆ROCKET急接近!!                                                                    | 東真璃斗（豐永利行）、黛流風（細谷佳正）、神無木紫音 | 「LOVE☆ROCKET急接近!!」 「Provocative」 |        |
| 9月26日  | OVA『我的朋友很少 あどおんでぃすく』初回生産特典                                       | 羽瀨川小鷹、 三日月夜空（井上麻里奈）、 柏崎星奈（伊藤加奈惠）、 楠幸村（山本希望）、 志熊理科（福圓美里）、 羽瀨川小鳩（花澤香菜）、 高山瑪麗亞（井口裕香）              | 「君は友達」 |        |
| 12月12日 | PARTY                                                                                  | Trignal（江口拓也、木村良平、代永翼） | 「PARTY☆ビート」 「恋つぼみ」 「Darling」 「towards the tomorrow」 「Honey Ready Go!!!」 「初雪」 |        |
| 2013年   |                                                                                        | | |        |
| 2月6日   | 僕らの翼                                                                               | 羽瀨川小鷹 | 「思い出シュノーケル」 |        |
| 3月7日   | 英國偵探Mysteria角色歌CD vol.2 華森Jr.「最大風速センチメント」                         | 華森Jr.（威廉・H・華森） | 「最大風速センチメント」 |        |
| 3月27日  | 電視動畫『魔奇少年』BD&DVD Vol.4 完全生産限定版                                        | 裘達爾 | 「黒い太陽」 |        |
| 7月31日  | SUMMER MAGIC                                                                           | Trignal（江口拓也、木村良平、代永翼） | 「SUMMER MAGIC」 「Win-possible!」 「恋のメリーゴーランド」 |        |
| 10月23日 | DIABOLIK LOVERS MORE,BLOOD 「極限（UNLIMITED）BLOOD」                                  | 無神皓、 無神悠真（鈴木達央）、 無神梓（岸尾大輔） | 「月蝕（Eclipse）」 |        |
| 11月1日  | 月歌。 11月 霜月隼 「アイシクル」                                                      | 霜月隼 | 「アイシクル」 「魔王（KIKUO MIX Ver.）」 |        |
| 11月6日  | -8 主題歌CD                                                                            | 虹丘リオン、 風原麻耶（岡本信彦）、 佐伯郁沙（野島健兒）、 倉持青葉（KENN）、 都並音彦（下野紘）、 樹茉莉男（宮田幸季）、 宇多野准（小野友樹）、 南錠景馬（森久保祥太郎） | 「キミ専用(ONLY)HERO!!!」 「Beginning of Love」 |        |
| 2014年   |                                                                                        | | |        |
| 1月24日  | 電視動畫『眼鏡部!』BD&DVD第2巻 通常特典CD                                              | 木全隼人 | 「どこまでだって！」 |        |
| 1月29日  | マイナスエイト 角色歌+Drama                                                            | 虹丘リオン、南錠景馬 | 「同調MASS∞GAME」 |        |
| 3月7日   | Photograph Journey 〜in Kagawa〜                                                       | 蓮井弥一 | 「シンパシー⇔リンク」 |        |
| 3月26日  | SOLO MINI ALBUM Vol.1 黒子哲也 -Ignite Music-                                          | 黄瀨涼太、黒子哲也（小野賢章） | 「Your Membership feat. 黄瀨涼太」 |        |
| 4月16日  | so funny                                                                               | Trignal（江口拓也、木村良平、代永翼） | 「Sunny Shiny Days」 「ORIGINAL COLOR」 「延長線上のFriends」 「愛しさのコントラスト」 「RESISTANCE」 「Naughty」 「SUMMER MAGIC」 「視線の先」 「ALL FOR ONE!!!」 「Cupid Cupid Cupid!!!」                    |        |
| 6月18日  | SOLO MINI ALBUM Vol.2 黄瀨涼太 -Never Copy Myself-                                     | 黄瀨涼太、火神大我(小野友樹)、笠松幸男 (保志總一朗) | 「Change」 「ALL FOR WIN feat. 笠松幸男」 「全人未到 SPARK feat.火神大我」 「シャッターチャンスはSmileより」 「シャララ☆Goes On (Remix)」                                                                      |        |
| 7月25日  | 月歌。Duet CD (ひとしずく×やま△×年長組1) 君に花を、君に星を                            | 霜月隼、文月海(羽多野渉) | 「君に花を、君に星を」 |        |
| 8月31日  | SOLO MINI ALBUM Vol.5 青峰大輝 -Formless Beat-                                         | 黄瀨涼太、青峰大輝(諏訪部順一)、桃井五月 (折笠富美子)、櫻井良(島崎信長)                                                                                                   | 「Let me burn!! Feat.黄瀨涼太」 |        |
| 10月15日 | DIABOLIK LOVERS MORE CHARACTER SONG Vol.4                                              | 無神皓 | 「悪魔的Spire!!!!」 |        |
| 10月29日 | 電視動畫『月刊少女野崎同學』角色歌 （BD・DVD第2巻 初回生産特典CD）                     | 若松博隆 | 「君の瞳に怯えてる」 |        |
| 11月26日 | 電視動畫『魔奇少年 The kingdom of magic』角色歌 （BD・DVD第11巻 完全生産限定版特典CD） | 裘達爾、白龍(小野賢章) | 「The BLACK」 |        |
| 11月28日 | 月歌。Duet CD （きくお×年長組2）『Celestite』                                          | 霜月隼、文月海(羽多野渉) | 「Celestite」 |        |
| 2015年   |                                                                                        | | |        |
| 2月4日   | 「ROOT∞REXX」迷你專輯                                                                  | 木村良平 (Trignal) | 「Everlasting Love」 |        |
| 4月24日  | 好敵手CD『源氏物語〜男女逆轉戀唄〜 紫×六条之卷』                                       | 紫、六条（鳥海浩輔） | 「うたかたの夢」 |        |
| 8月19日  | DIABOLIK LOVERS Bloody Songs -SUPER BEST II- 無神家ver                                 | 無神琉輝（櫻井孝宏）、 無神皓、 無神悠真（鈴木達央）、 無神梓（岸尾大輔）                                                                                                 | 「罠 -If You're Diablo-」 |        |
| 8月26日  | 角色CD「SERVAMP-サーヴァンプ-」 Vol.3 利希特＆Lawless                                  | 利希特·傑基爾蘭德・轟（島崎信長）、 Lawless | 「What's your name?」 「What's your name? ロウレスソロver.」 |        |
| 2016年   |                                                                                        | | |        |
| 2月17日  | DIABOLIK LOVERS VERSUS SONG Requiem（2） Bloody Night Vol.V 皓VS悠真                   | 無神皓、無神悠真（鈴木達央） | 「DIE IS CAST」 「DIE IS CAST -コウ Ver-」 |        |
| 3月23日  | 電視動畫『疾走王子Alternative』 BD・DVD第1卷 角色歌曲CD 01                             | 八神陸、藤原尊（岡本信彦） | 「Sun & Moon」 |        |

### 團體
- Trignal（成員：江口拓也、木村良平、代永翼）

Trignal的相關內容請參考「Trignal」頁面（日文）

### 其他
- 超機器人生命體 變形金剛 玩具廣告

## 外部連結
- （日語）木村良平Yahoo!人物名鑑 （页面存档备份，存于）
- （日語）木村良平的X（前Twitter）
- （日語）向日葵劇團官方網站